# 長谷 (亞利桑那州)
長谷（英語：Long Springs）是位於美國亞利桑那州可可尼諾縣的一個非建制地區。該地的面積和人口皆未知。

## 地理
長谷的座標為34°31′15″N 111°19′46″W / 34.52083°N 111.32944°W，而該地的平均海拔高度為2122米（即6962英尺）。